# Erik Jørgensen (Leichtathlet)
Erik Jørgensen (Erik Arne Jørgensen; * 21. April 1920 in Nyborg; † 9. Juni 2005 in Odense) war ein dänischer Mittelstreckenläufer.
Über 1500 m gewann er Bronze bei den Leichtathletik-Europameisterschaften 1946 in Oslo und wurde Neunter bei den Olympischen Spielen 1948 in London.
Viermal wurde er Dänischer Meister über 1500 m (1946–1948, 1951) und einmal über 800 m.

## Persönliche Bestzeiten
- 800 m: 1:51,4 min, 10. August 1947, Kopenhagen
- 1500 m: 3:50,4 min, 5. Juli 1948, Oslo
- 1 Meile: 4:12,0 min, Kopenhagen